# Triphora craigheadii
Triphora craigheadii är en orkidéart som beskrevs av Carlyle August Luer. Triphora craigheadii ingår i släktet Triphora och familjen orkidéer. Inga underarter finns listade i Catalogue of Life.